# The Mysteries of Pittsburgh (film)
The Mysteries of Pittsburgh er en amerikansk filmatisering af Michael Chabons roman af samme navn instrueret, skrevet og produceret af Rawson Marshall Thurber. Filmen har Jon Foster, Sienna Miller og Peter Sarsgaard i hovedrollerne.

## Medvirkende
- Jon Foster
- Sienna Miller
- Peter Sarsgaard
- Mena Suvari
- Nick Nolte